# Hoàn Nhan Oát Lỗ Cổ
Hoàn Nhan Oát Lỗ Cổ Bột Cận (giản thể: 完颜斡魯古勃堇; phồn thể: 完顏斡魯古勃堇; ? – 1122), là tướng lĩnh đầu nhà Kim trong lịch sử Trung Quốc.

## Cuộc đời
Oát Lỗ Cổ (斡魯古) là người của bộ lạc Hoàn Nhan tộc Nữ Chân, là Bột cận của bộ. Hoàn Nhan A Cốt Đả lập ra nhà Kim, sai Oát Lỗ Cổ đi chiêu mộ các bộ lạc Nữ Chân cư trú trong nước Liêu.
Năm 1116, Hoàn Nhan Oát Lỗ tấn công Cao Vĩnh Xương, Oát Lỗ Cổ giữ chức Hàm Châu quân tá đi theo. Thăng Hàm Châu quân soái, đóng giữ nhiều năm. Sau vì sống phóng túng buông thả, bị hặc, giáng làm Mưu khắc bột cận. Sau khi chết truy thụy Trang Dực (莊翼).